# Остоја Барашин
Остоја Барашин (Србац, 13. мај 1958) пуковник ВРС и редовни професор. Био је командант 14. лаке пјешадијске бригаде.

## Биографија
Завршио је Средњу војну школу копнене војске оклопно-механизованих јединица у Бањој Луци, Војну академију копнене војске, смјер оклопно-механизованих јединица, у Београду 1980. и Генералштабну академију, 1997. године. На Филозофском факултету у Бањој Луци магистрирао је 2003. одбраном рада Социолошки аспекти савременог маркетинга, а 2007. докторирао одбраном тезе Реклама између тржишне комуникације и манипулација. Аутор је дугометражног документарног филма Геноцид поново (1993). У ЈНА је службовао у Бањој Луци, као помоћник команданта батаљона и наставник у Школском центру оклопно-механизованих јединица. У ВРС је ступио 12. маја 1992. Био је припадник Информативног центра Првог крајишког корпуса, а затим начелник штаба 5. козарске бригаде, те војни савјетник у Кабинету предсједника Републике Српске (1997—1998). Активна служба му је престала 20. децембра 1999. Од 2000—2001. године радио у стручној служби Народне скупштине РС. Од 2001—2009. године радио у банкарском сектору Републике Српске на различитим позицијама. Од 2009. директор је Туристичке организације Бање Луке. Предаје на Факултету политичких наука и Педагошком факултету Независног универзитета Бања Лука, гдје је биран у звање доцента (2010), ванредног професора (2015) и редовног професора (2021). Од 2019. године био је ангажован на Универзитету ПИМ у Бањој Луци. Уже области његовог научног дјеловаља су теоријска социологија, социологија културе и социологија насиља. Од 1. октобар 2022. биран за ректораа Независног универзитета Бања Лука (НУБЛ). Био је свједок одбране у процесу против Ратка Младића. На локалним изборима 2008. године био је кандидат Демократског народног савеза за градоначелника Бања Луке. Живи у Бањој Луци.

## Одликовања и признања
Одликован у ЈНА:
- Орденом за војне заслуге са сребрним мачевима
- Медаљом за војне заслуге

Одликован у ВРС:
- Карађорђевом звијездом III реда
- Карађорђевом звијездом II реда